# 7e division (armée impériale japonaise)
Pour les articles homonymes, voir 7e division.

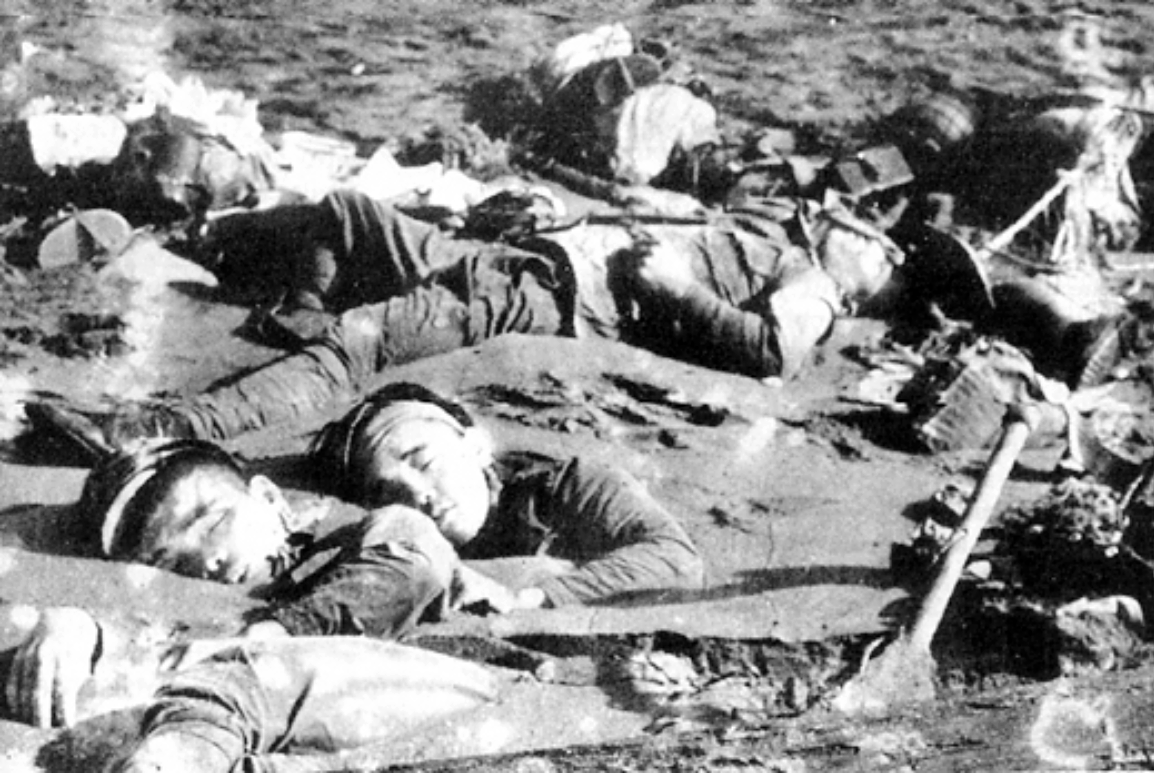
Corps de soldats japonais de la 7e division partiellement ensevelis dans le sable par la marée après la bataille de Tenaru le 21 août 1942.

La 7e division (第7師団, Dai-nana shidan) est une unité d'infanterie de l'armée impériale japonaise. Son nom de code est Division Ours (熊兵団, Kuma-heidan).

## Histoire
La 7e division est formée à Sapporo sur Hokkaidō le 12 mai 1888 en tant que première nouvelle division créée après la réorganisation de l'armée en six commandements régionaux. La nouvelle réorganisation est recommandée par le conseiller étranger allemand Jacob Meckel. La 7e division est responsable de la défense de Hokkaidō qui est divisé en quatre zones opérationnelles (Sapporo, Hakodate, Asahikawa et Kushiro). Faisant partie des projets du gouvernement pour encourager l'établissement d'anciens soldats à Hokkaidō, la 7e division est sur-dimensionnée et compte de nombreux soldats originaires d'autres régions du Japon. La division territoriale est transformée en division d'infanterie le 12 mai 1896 après la première guerre sino-japonaise. Le 30 octobre 1901, la plupart de ses unités sont transférées au village de Takasu où auparavant seul le 28e régiment d'infanterie était basé. Après l'achèvement d'un agrandissement de locaux, la division s'installe dans le nouveau quartier-général de Takasu le 21 octobre 1902, et le 25 octobre 1902, la prison militaire de Sapporo est déplacée dans le même village.

### Guerre russo-japonaise et conflits frontaliers soviéto-japonais
La 7e division participe à la guerre russo-japonaise où elle est assignée au siège de Port-Arthur puis plus tard à la bataille de Mukden. Assignée en Mandchourie de 1917 à 1919, elle participe également à l'intervention en Sibérie à partir du 6 juin 1918. La division retourne à Hokkaidō le 5 mai 1919.
Elle est renvoyée deux fois en Mandchourie en 1934 et 1936, agissant en tant que police locale sans participer à des événements importants. En février 1938, la 7e division est assignée en permanence à l'armée japonaise du Guandong, mais arrive trop tard pour participer à la bataille du lac Khassan en juillet 1938. Des parties de la division sont envoyées renforcer la 23e division durant la désastreuse bataille de Khalkhin Gol en 1939. En septembre 1939, la division entière arrive sur la ligne de front et son 26e régiment d'infanterie réussit finalement à arrêter l'avancée soviétique. Parce que l'île de Hokkaidō est laissée pratiquement sans défense, la 7e division retourne à Asahikawa en août 1940, passant directement sous les ordres du quartier-général impérial en tant que réserve stratégique. Également en 1940, le 25e régiment d'infanterie est transféré à la brigade mixte de Sakhaline et devient la 88e division en février 1945. En résultat, la 7e division devient une division triangulaire.

### Guerre du Pacifique
En 1942, malgré sa spécialisation sur les terrains froids, le 28e régiment d'infanterie de la 7e division, sous le commandement de Kiyonao Ichiki, est envoyé occuper l'atoll de Midway dans le centre du Pacifique. Après la défaite japonaise à la bataille de Midway, qui provoque l'annulation de l'invasion de l'atoll, le régiment fait marche arrière vers le Japon avant d'être dérouté sur Guadalcanal dans les îles Salomon en août 1942. De plus, un détachement de la 7e division est formé en garnison pendant l'occupation japonaise d'Attu (en). À Guadalcanal, le régiment subit de lourdes pertes durant la bataille de Tenaru et la bataille de Guadalcanal. Des 2 500 hommes envoyés, seuls 140 reviennent vivants au Japon.
Le reste de la division reste en garnison à Hokkaidō jusqu'en mars 1944 où elle se rend dans l'est de l'île à Obihiro avec la 77e division pour s'occuper de la défense d'Asahikawa. Les régiments d'infanterie fortifient les alentours de Nakashibetsu et construisent un réseau de bunkers allant de Nemuro à Kushiro. La division est dissoute avec la capitulation du Japon de septembre 1945.

## Ordre de bataille (1904)
- 13e brigade d'infanterie
  - 25e régiment d'infanterie
  - 26e régiment d'infanterie (Asahikawa)
- 14e brigade d'infanterie
  - 27e régiment d'infanterie (Asahikawa)
  - 28e régiment d'infanterie (Asahikawa)
- 7e régiment de cavalerie
- 7e régiment d'artillerie
- 7e régiment de génie
- 7e régiment de transport

## Ordre de bataille (1941)
- 26e régiment d'infanterie (Asahikawa)
- 27e régiment d'infanterie (Asahikawa)
- 28e régiment d'infanterie (Asahikawa)
- 7e régiment de reconnaissance (en)
- 7e régiment d'artillerie de montagne
- 7e régiment de génie
- 7e régiment de transport
- 7e bataillon de transmissions
- 7e compagnie du matériel
- 7e compagnie sanitaire
- 7/1e hôpital de campagne
- 7/2e hôpital de campagne
- 7/3e hôpital de campagne
- 7/4e hôpital de campagne
- 7e département vétérinaire
- 7e département de prévention des épidémies et de purification de l'eau

## La 7e division dans la culture populaire
- Dans le manga Golden Kamui, dont l'action se déroule peu de temps après la guerre russo-japonaise sur Hokkaido, la 7e division constitue l'un des principaux groupes antagonistes.